# Zone de Meguma
 (novembre 2018).
Si vous disposez d'ouvrages ou d'articles de référence ou si vous connaissez des sites web de qualité traitant du thème abordé ici, merci de compléter l'article en donnant les références utiles à sa vérifiabilité et en les liant à la section « Notes et références ».

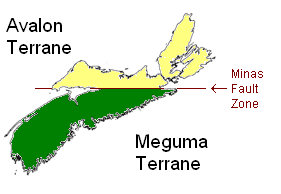
Terranes de Nouvelle-Écosse (Zone de Meguma au sud).

Meguma est le nom d'un terrane du Paléozoïque comprenant l'actuelle partie sud de la Nouvelle-Écosse.